# Thé de courge amère
 (juin 2024).
Si vous disposez d'ouvrages ou d'articles de référence ou si vous connaissez des sites web de qualité traitant du thème abordé ici, merci de compléter l'article en donnant les références utiles à sa vérifiabilité et en les liant à la section « Notes et références ».

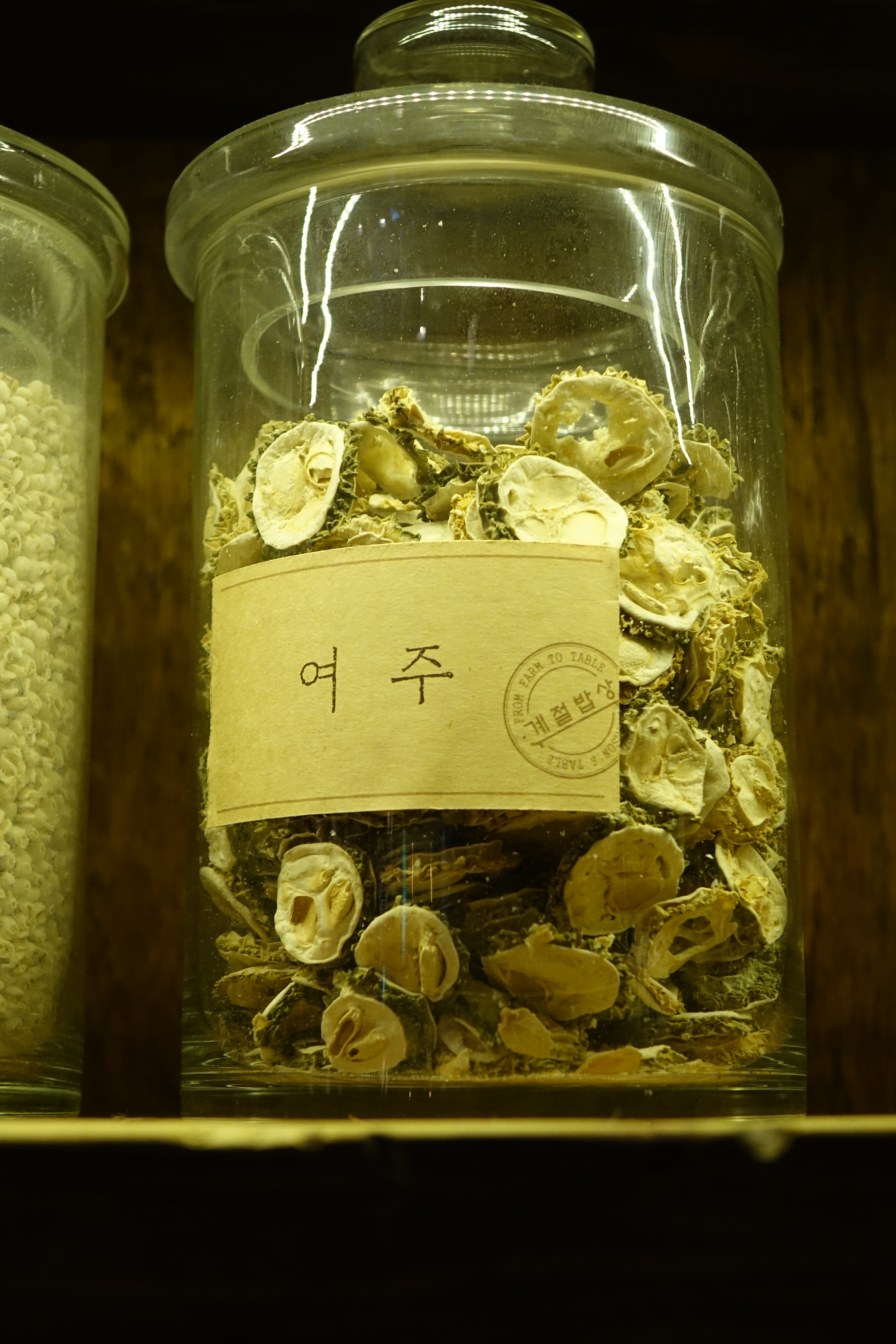
Momordica charentia coréenne séchée pour infusion

Le thé de courge amère est l'infusion ou la décoction de fruit immature de margose (Momordica charentia) séchés, parfois fermentés puis séchés, parfois torréfiés. Il est apprécié en Chine, au Japon, ainsi qu'en Asie du Sud-Est et en Inde où il est préféré comme une boisson froide d'été,. Il est mondialement promu comme thé fonctionnel pour ses vertus réputées pour la santé, marché en forte croissance,,.

## Dénomination
En français l'expression thé de courge amère est la plus usuelle (équivalente à bitter gourd tea, 4000 et 17000 occurrences google en 2021, respectivement) on lit thé à Margose sur des emballages vietnamiens .
En chinois : 苦瓜茶 ; pinyin : kǔguā chá, signifie 茶 thé ou tisane de 苦瓜, kǔguā, « (courge ou cucurbitacée) amère » (la margose).
Au Vietnam l'usage le plus fréquent est le vietnamien : trà khổ qua (API : /ʈaː˦˩  kʰow˧˨ kwaː˧˧/), du sino-vietnamien : 茶苦瓜) signifiant thé de courge amère, nom populaire de la margose hérité du chinois (aujourd'hui plus couramment appelée mướp đắng). Tra kho qua et gōya cha se retrouvent pour désigner le thé de courge amère dans de nombreuses autres langues. Le Vietnam est un exportateur significatif de sachet d'infusion de thé de courge amère et le mot gōya est usuel à Okinawa ce qui donne une aura de longue vie. T. K. Lim signale un thé de margose fermentée dans l'Archipel Okinawa.
Au Japon, il est nommé ゴーヤ茶 gōyacha sous influence de l'okinawaïen, où il a été introduit depuis la Chine (alors Royaume de Ryūkyū (1429–1879), royaume indépendant du Japon et vassalisé par la Chine des Qing, avec lequel les échanges étaient importants). On a des traces au Japon en 1715, dans les  « Notes sur les produits venant du royaume de Ryūkyū » (「琉球国由来記」, ryūkyūnokuni yulai ki),. Il est aussi appelé ニガウリ茶 Nigauri cha également écrit 苦瓜茶, thé (ou tisane) de nigauri (苦瓜), nom du concombre amer sur Honshū .
L'hindi करेले की चाय karele kee chaay de करेले karele, karea (pluriel de karelai) courge amère et की चाय, kee chaay, thé de, permet d'accéder aux information sur l'utilisation en médecine ayurvédique des cultivars indiens qui sont différents des chinois (notamment le jus de courge amère y est une boisson),.

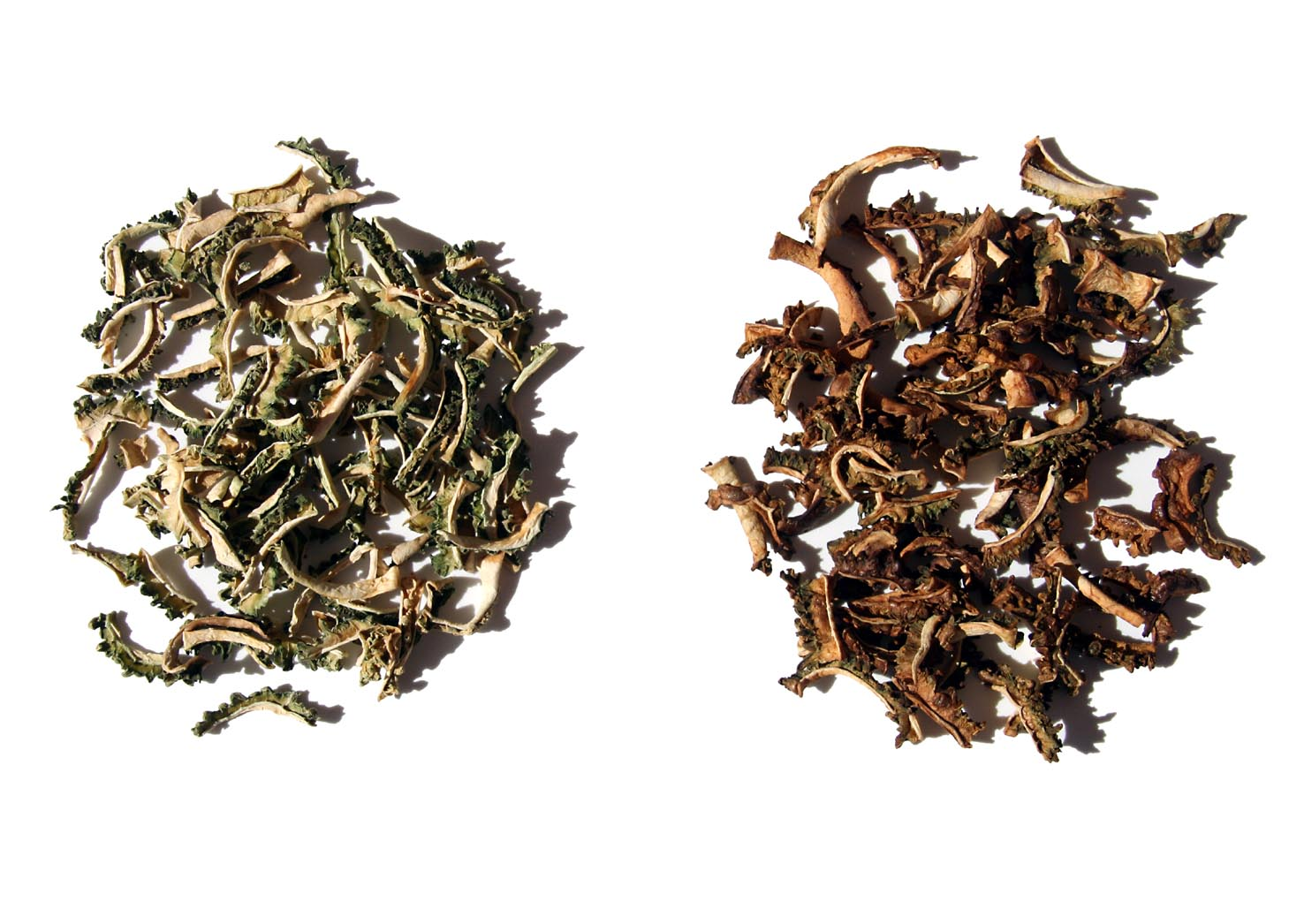
fines tranches de courge amère séchés à gauche, les mêmes torréfiées à droite

## Composition et préparation

### Décoction et/ou infusion
Le thé se fait de tranches de pulpe du fruit vert séché. Le séchage est la technique de conservation qui détériore le moins les qualités des polysaccharides de la margose . D'après une étude publiée en 2016, la température de séchage recommandée est 60 °C 140 °F. après 2 min dans l'eau bouillante pour blanchir avant séchage .
Au Japon, les tranches séchées sont légèrement torréfiées,. En Chine, on peut sécher la margose pendant 4 h à 55 °C 150 °F. au séchoir électrique.
La préparation consiste en une courte décoction (quelques minutes dans l'eau bouillante) et/ou une infusion de 4 à 10 min,. Ce thé est commercialisé avec les produits asiatiques, en sachets prêts à infuser.

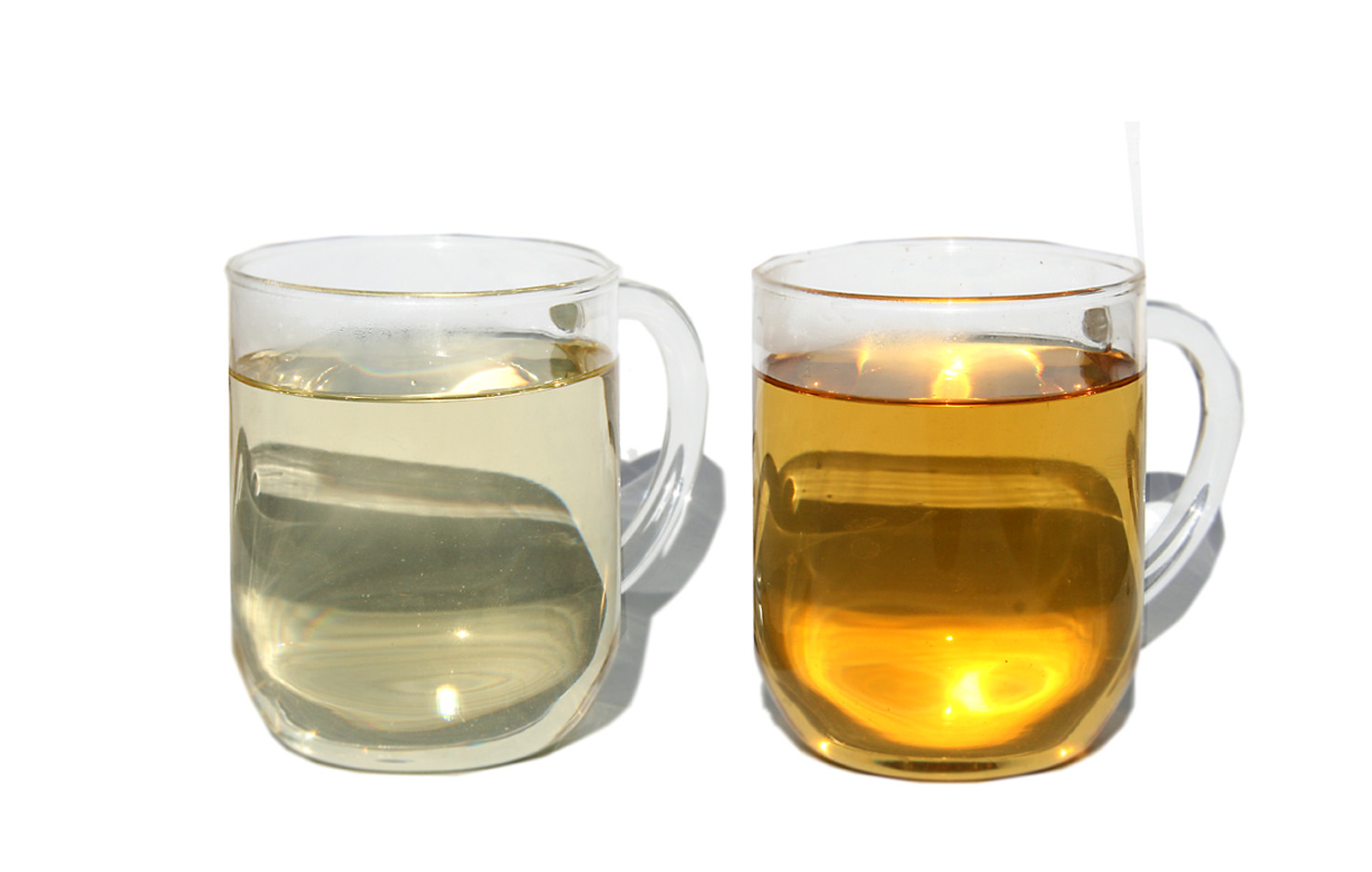
infusion de courge amère 2 min, 5 g./l, eau à 90°. À gauche fruit immature sec, à droite le même torréfié.

### Amertume et infusion équilibrée
La margose immature est amère et son infusion l'est aussi. Cette amertume demande une éducation du palais: «Si vous n'êtes pas doué en amertume, raccourcissez le temps d'ébullition et ajustez la concentration» écrit un promoteur japonais. Une faible dose de margose sèche donne une infusion équilibrée: selon les sources le juste dosage est de 5 à 10 g de margose sèche par l d'eau,. Les arômes (fumé, noix, vanille) donnés par la torréfaction équilibrent l'amertume. La température de service atténue le côté amer, il est spécialement agréable froid l'été. Enfin, faire le thé de courge amère avec une eau à  60 °C 140 °F donnerait un thé plus rond et moins fort qu'avec de l'eau bouillante (5 min d'infusion dans les 2 cas).
Le thé de margose est également vendu en mélange avec une autre plante. En Chine, l'infusion se fait avec du concombre amer frais mélangé à des graines de lotus, ou à des baies de goji, ou mélangé à du thé de camélia doux semi-fermenté Tieguanyin du Fujian (苦瓜观音茶, kǔguā guānyīn chá), au Viêt Nam le thé vert séché dans une margose présente des effets rafraichissants, au Japon avec des grains d'orge torréfiés.
Des recherches de pré-traitement des courges amères destinées au thé (고야 차, goya cha) ont été effectuées en Corée afin d'en éliminer l'amertume, dont il ne faut pas oublier qu'elle est une constituante appréciée du gout de margose ,.

## Bienfaits réputés et démontrés du thé de courge amère
Il n'y a pas à ce jour de monographie sur le thé de courge amère basée sur l'expérimentation sous protocoles scientifiques. Linda Bladholm (2016) le qualifie de «thé légèrement médicinal» (mildly medicinal tea). Même si le séchage est une des meilleures méthodes de conservation des margoses, une publication sur les polysaccharides des boissons à base de margose a montré que leur composition diffère de celle du fruit. On ne saurait donc induire que les vertus démontrées, le plus souvent sur le modèle animal, des extraits de fruit se retrouvent intégralement dans l'infusion de fruit sec.
Des observations réalisées sur l'humain issues d'études cliniques normalisés on peut retenir, que le jus de margose est déconseillé en cas d'affection hépatique, les cas d'hypoglycémie après absorption de thé de courge amère sont très rares.

### Ethnomédicines
Au niveau mondial on lui reconnait des vertus anti diabétiques, carminatives et de combattre la constipation. La littérature orientale sur le thé de courge amère, y compris sur internet, donne des listes impressionnantes d'effets positifs sur le corps qui sont les mêmes que ceux du fruit : parmi les plus fréquents il est réputé réduire la glycémie sanguine, le cholestérol sanguin, combattre les cellules cancéreuses, réduire le poids . S'y ajoutent des vertus anti-VIH, antimutagène, antibactériennes, antiulcérogène, antihelminthique, antileucémique, antilipogène, abortive et antifertilité .

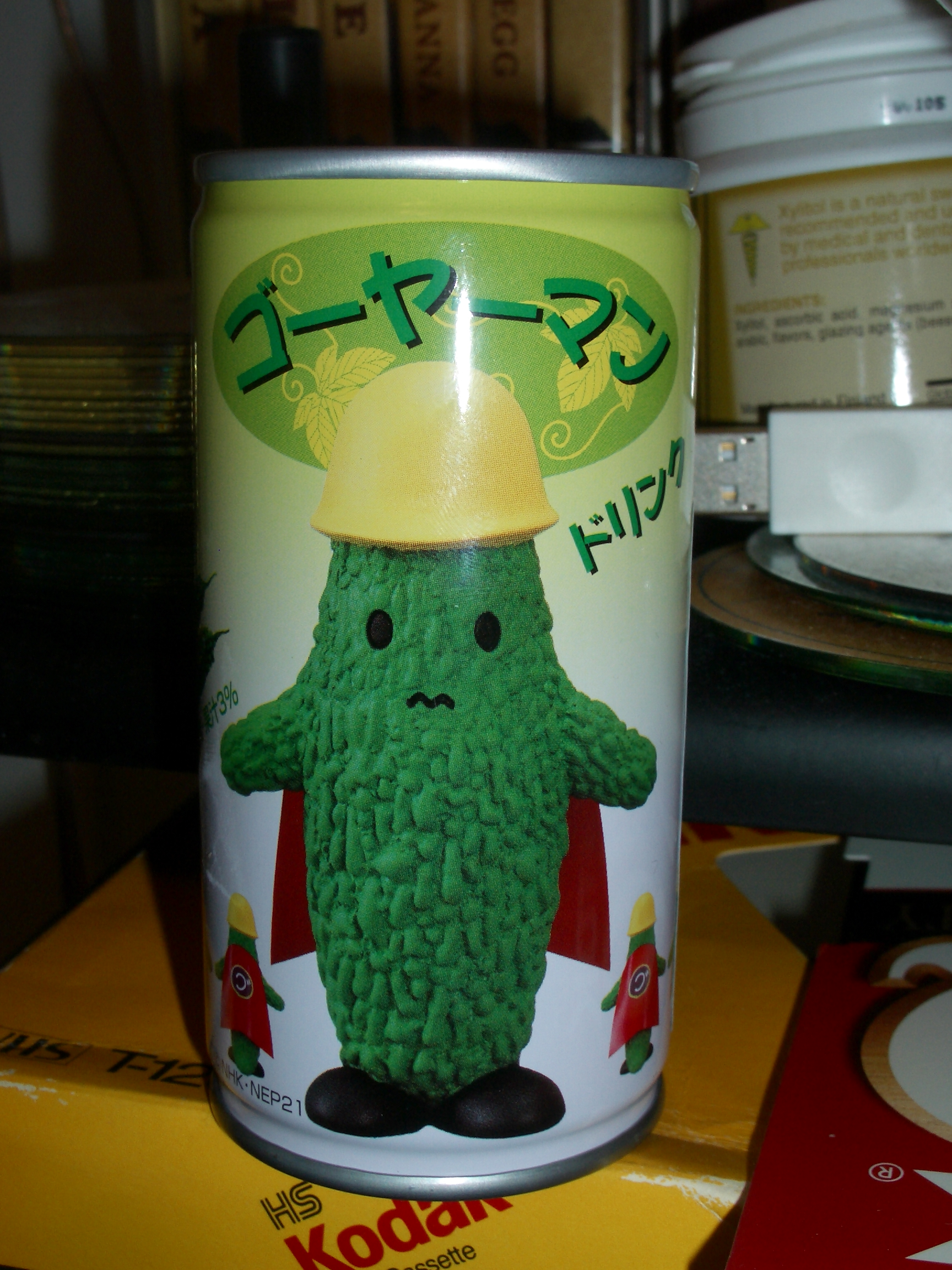
boisson japonaise à la margose, Super héros Gōyāman

#### Médecine chinoise
Le Compendium de Materia Medica[Quoi ?]  dit « la nature et le goût de la courge amère est froide amère et non toxique, elle élimine la mauvaise chaleur, soulage la fatigue, nettoie le cœur et la vue, procure une énergie vitale nourrissante et un yang revigorant » (« les nutritionnistes et les médecins recommandent la courge amère comme un bon médicament contre le diabète... en éliminant la chaleur du sang elle calme le foie et favorise la vésicule biliaire. Ceux qui souffrent d'hépatite et de jaunisse sont les plus aptes à le manger, et elle peut également être utilisée pour traiter les hémorroïdes»)[réf. nécessaire].

#### Médecine indienne
En Inde la margose est utilisée par les peuples autochtones comme abortif, contrôle des naissances, augmenter la lactation, les désordres vaginaux et menstruels, le diabète, ... la constipation, les calculs rénaux, les fièvres, l'eczéma, les parasites intestinaux, les rhumatismes, etc..

#### Usages japonais
Au Japon, on met en avant son pouvoir de réduire l'œdème, la mauvaise circulation du sang, sa vertu amincissante et rafraichissante .